# Dragan Đilas
Dragan Đilas (v srbské cyrilici Драган Ђилас, * 22. února 1967) je srbský politik, podnikatel, bývalý předseda Demokratické strany a starosta Bělehradu od roku 2008 do roku 2013.
V letech 2007–2008 byl členem vlády jako ministr bez portfeje. V roce 2009 se také stal předsedou srbského basketbalového svazu. V letech 2012–2014 byl předsedou Demokratické strany.